# 日本バプテスト連合
日本バプテスト連合 (Japan Baptist Association) は、アナバプテスト（再洗礼派）のミッショナリー（ランドマーク派）・バプテストの信条に立つ日本のキリスト教団である。

## 沿革
1952年　アメリカのアナバプテスト教会である、テキサス州ヒルスボロ市ウォルナット・ストリート・ミッショナリー・バプテスト教会（ABA:American Baptist Association所属）から宣教師として日本に派遣された、ユージン・M・レイガン師が横浜において開拓伝道を始めた。また、数人の宣教師がABAより派遣され教会形成が始まった。
1964年11月3日　ABAの宣教師たちの開拓伝道によって生まれた4つの教会は、神奈川県横浜市中区本牧の新契約バプテスト教会において第1回総会を開き日本バプテスト連合を組織することを決議した。その４つの教会は、新契約バプテスト教会、第一宣教バプテスト教会、沼津宣教バプテスト教会、横浜ミショナリー・バプテスト教会であった。

## 特徴
- 日本バプテスト連合は、所属教会の交わりの組織であって、所属教会の上部組織ではない。
- 地方独立教会の権威を信じる。カトリックのように地上における普遍的教会や一般的なプロテスタントのような目に見えない普遍的教会を認めない。
- 使徒時代からのバプテスト教会の歴史的継承を信じる。使徒時代から連綿と存在する教会であって、カトリック教会から出たプロテスタントには属さないとする。
- バプテスマは地方独立教会に加わることを目的の１つとして、その地方独立教会の権威によって、信仰告白者に対し浸礼によってのみ執り行われる。
- 聖餐式（主の晩餐式）は、各地方教会単位で行われる。教会員は自教派であったとしても所属する教会以外の晩餐式には参加しない。
  - 主の晩餐式とは、第一にイエス・キリストの血を記念する葡萄液にあずかる。その意味は、罪なきキリストの血によって罪を赦され、救われたことの記念である。第二に、キリストの体を記念するパンを食べる。パンは必ずパン種の無いものを用いる。
  - 主の晩餐式にあずかるのは、救いの体験（新生体験）をもち、バプテスマを受けて教会員となった者のみである。
- 女性牧師を認めない。
- 教会の役職は牧師と執事である。

## 行事
日本バプテスト連合は、日本バプテスト連合として企画された行事や集会は基本的に行われない。しかし、以下のような行事や集会が所属教会の企画で毎年行われている。
- 日本バプテスト連合 年次総会（春）
- 成人キャンプ(夏）
- 日曜学校バイブルキャンプ(夏）
- 横浜地区連合交わり会

## 所属教会および関係団体
- 我孫子バプテスト教会 （天利信勝牧師） 千葉県我孫子市
- 泉宣教バプテスト教会 （河原陸夫牧師） 神奈川県横浜市
- 入間宣教バプテスト教会 （小田洋牧師） 埼玉県入間市
- 柏第一宣教バプテスト教会 （天利武人牧師） 千葉県柏市
- 第一宣教バプテスト鎌ケ谷教会 （天利武人牧師兼務） 千葉県鎌ケ谷市
- カルバリー・バプテスト教会 （鴨田信牧師） 東京都八王子市
- 国分寺高木町バプテスト教会 （井澤直樹牧師） 東京都国分寺市
- シオン・バプテスト教会 (福田光洋説教師） 茨城県筑西市
- 新契約バプテスト教会 （ジェピー・ネポムセノ宣教師） 神奈川県横浜市
- 大宰府第一バプテスト教会 （松島正道牧師） 福岡県太宰府市
- エターナル ライフ バプテスト教会（アーネスト・ローソン宣教師、ロルダン・ナミオン宣教師、天利信司兼任牧師） 茨城県牛久市
- 天道バプテスト教会 （大庭博邦牧師） 福岡県飯塚市
- 長井バプテスト研修所  （三宅尚道説教師） 神奈川県横須賀市
- 沼津宣教バプテスト教会 （吉岡秀夫牧師） 静岡県沼津市
- 綾バプテスト教会 （上園英身牧師） 宮崎県東諸県郡綾町
- 東埼玉バプテスト教会 （木田浩靖牧師） 埼玉県加須市
- くまもと森都（しんと）バプテスト教会 （徳地剛宣教師） 熊本県熊本市
- やよい坂聖書バプテスト教会 （有岡博一宣教師） 福岡県福岡市
- 我孫子バプテスト教会千葉集会 （吉川雅史説教師） 千葉県千葉市
- 綾バプテスト教会大塚台集会 （鈴木夕太説教師） 宮崎県宮崎市
- アメリカ・バプテストアソシエーション (American Baptist Association)
- 日本宣教バプテスト神学校